# Cisitalia

Cisitalia (Чізіталіа) — з 1946 року італійський виробник автомобілів. Штаб-квартира розташована в Турині. У 1964 році компанія припинила виробництво автомобілів.

## П'єро Дузіо. Заснування компанії
П'єро Дузіо, засновник фірми, народився в 1899 році, він був колись футболістом і виступав за команду Ювентус. Після завершення футбольної кар'єри він заснував фірму, яка стала займатися виробництвом спортивного одягу та велосипедів. 1929 року він захопився гонками і щорічно брав участь на Мілі Мілья (Mille Miglia). 1936 року він займає 6 місце в Гран-прі Італії, потім в 1937 році займає перше місце у своєму класі (500-кубових машин), а в 1939 році створює команду Scuderia Torino. У планах було побудувати спортивний автомобіль, але почалася війна, і Дузіо став поставляти військову уніформу італійському уряду, в 1944 році, коли він зрозумів, що скоро кінець війни, він засновує фірму Cisitalia (Consorzio Industriale Sportiva Italia), плануючи випускати спортивні автомобілі.

## Початок виробництва автомобілів

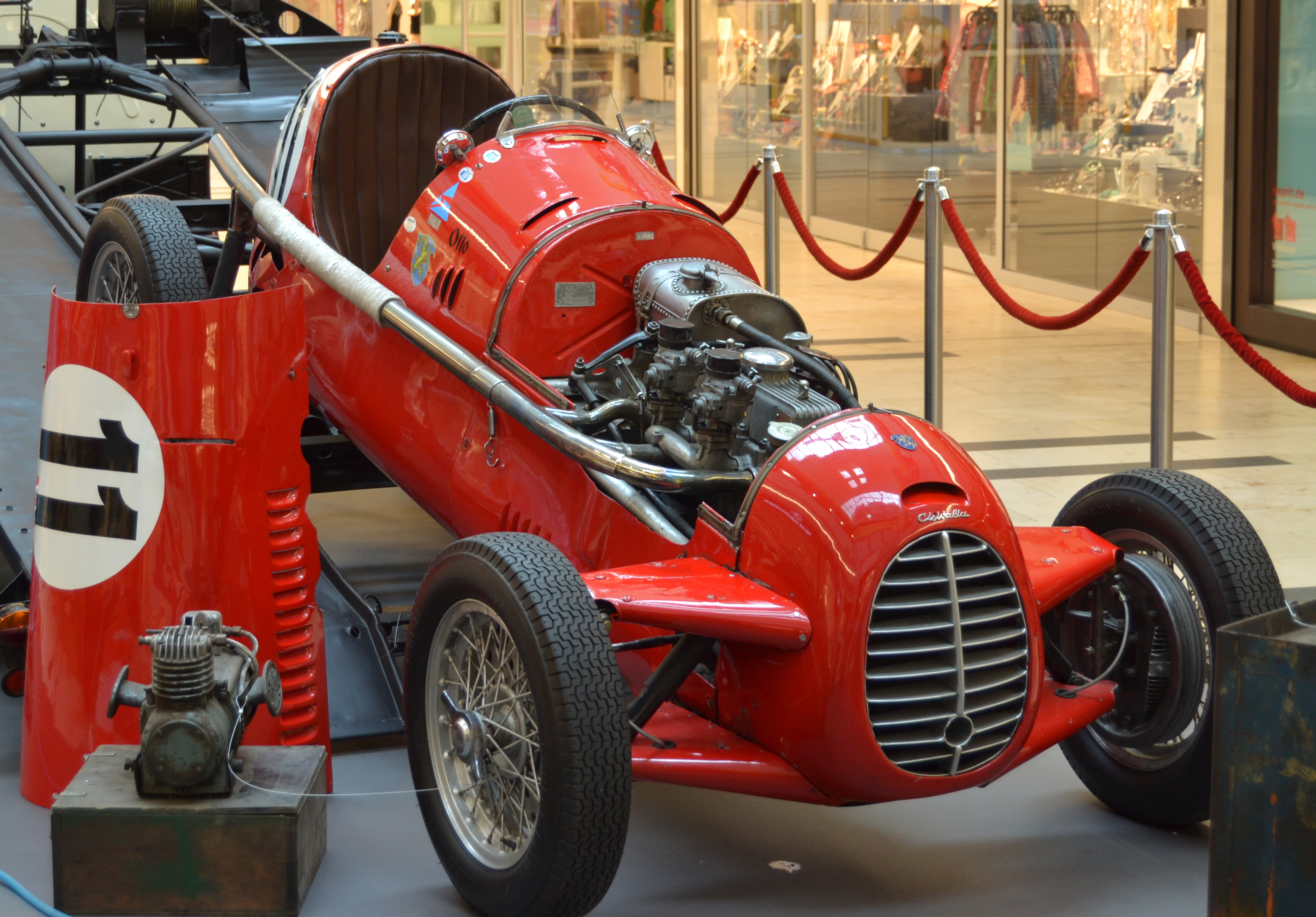
Cisitalia D46

Він наймає Данте Джакоза, який був у той час інженером «Фіата», керівництво «Фіата» дозволяє йому працювати у Дузіо після основної роботи. 1946 року з'являється одномісний гоночний автомобіль, який побудований на просторовій трубчастій рамі (рами були запозичені у велосипедів, які виробляла фірма Дузіо), така конструкція рам була використана в автомобілебудуванні вперше, хоча була типовою в літакобудуванні. Мотор був узятий від «Фіат 508С», його об'єм був 1,1 л, а потужність — 60 сил. Кузов автомобіля був виготовлений з алюмінію фірмою «Мотто», а вся машина важила 350 кг, що дозволяло їй розганятися до 170 км/год. Проєктував кузов фіатовський авіаційний інженер — Джованні Савонуцці. Спочатку автомобіль мав індекс 201, але його перейменували в D46 на честь року виходу у світ.

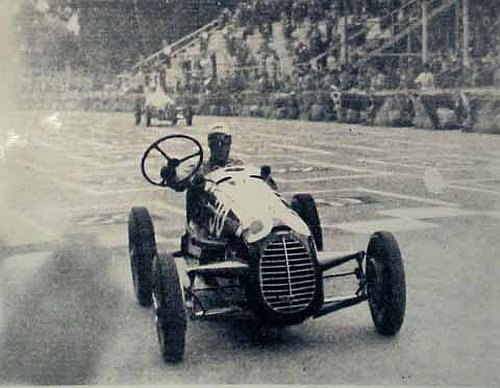
Нуволарі за кермом Cisitalia D46

У березні 1947 року «Д46» вперше брав участь в гонках, було це в Єгипті на «кубку Фаруха». Але вже у вересні 1946 року було виставлено 7 автомобілів на «кубок Брецці». За кермом одномісних автомобілів сиділи такі гранди гонок, як Клементе Біондетті, Луїс Широн, Франко Кортезе, Таціо Нуволарі, Раймонд Соммер і П'єро Таруффі (керівник гоночної команди «Феррарі») і сам П'єро Дузіо. Перші 3 місця в ній зайняли Дузіо, Кортезе і Широн. До речі, з найвідомішим гонщиком Таціо Нуволарі трапився конфуз — під час гонок кермо опинилося у нього в руках (мабуть, погано було закріплене), так що йому довелося зійти з траси.
У червні 1946 року був зроблений проєкт 2-місної спортивної машини, яка будувалася б на шасі «Д46». Однак Джакоза йде з проєкту, а його місце займає Джованні Савонуцці. Незабаром вже восени були готові ходові шасі, незабаром Рокко Мотто встановив на них кузов, який отримав назву Corsa. Однак бос залишився незадоволений дизайном, Савонуцці взявся за олівець і накидав малюнок, який і запропонував доопрацювати кузовщикам.

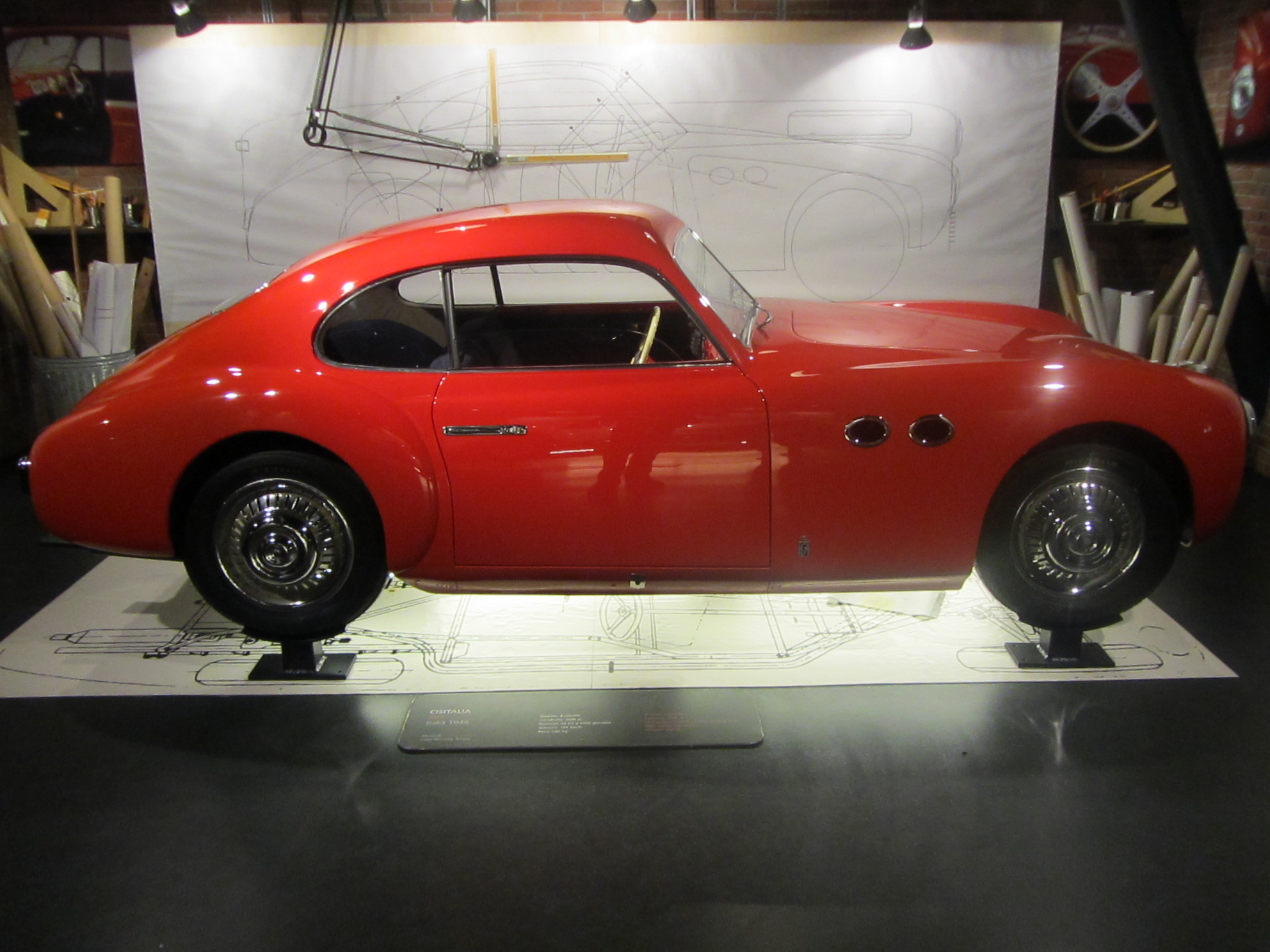
Cisitalia 202

Першим ідею Савонуцці втілив у життя дизайнер фірми Stabilimenti Farina — Альфредо Віньяле.
Автомобіль настільки сподобався Дузіо, що той навіть переплатив за проєкт, і більше того, допоміг заснувати Альфредо Віньяле власну дизайнерську фірму — Vignale. Що стосовно дизайну, то незабаром американські дизайнери «Дженерал Моторс» запозичують авіаційну ідею з плавниками, а фірма «Б'юїк» в 1949 році стане використовувати круглі прорізи в капоті на своїх машинах.

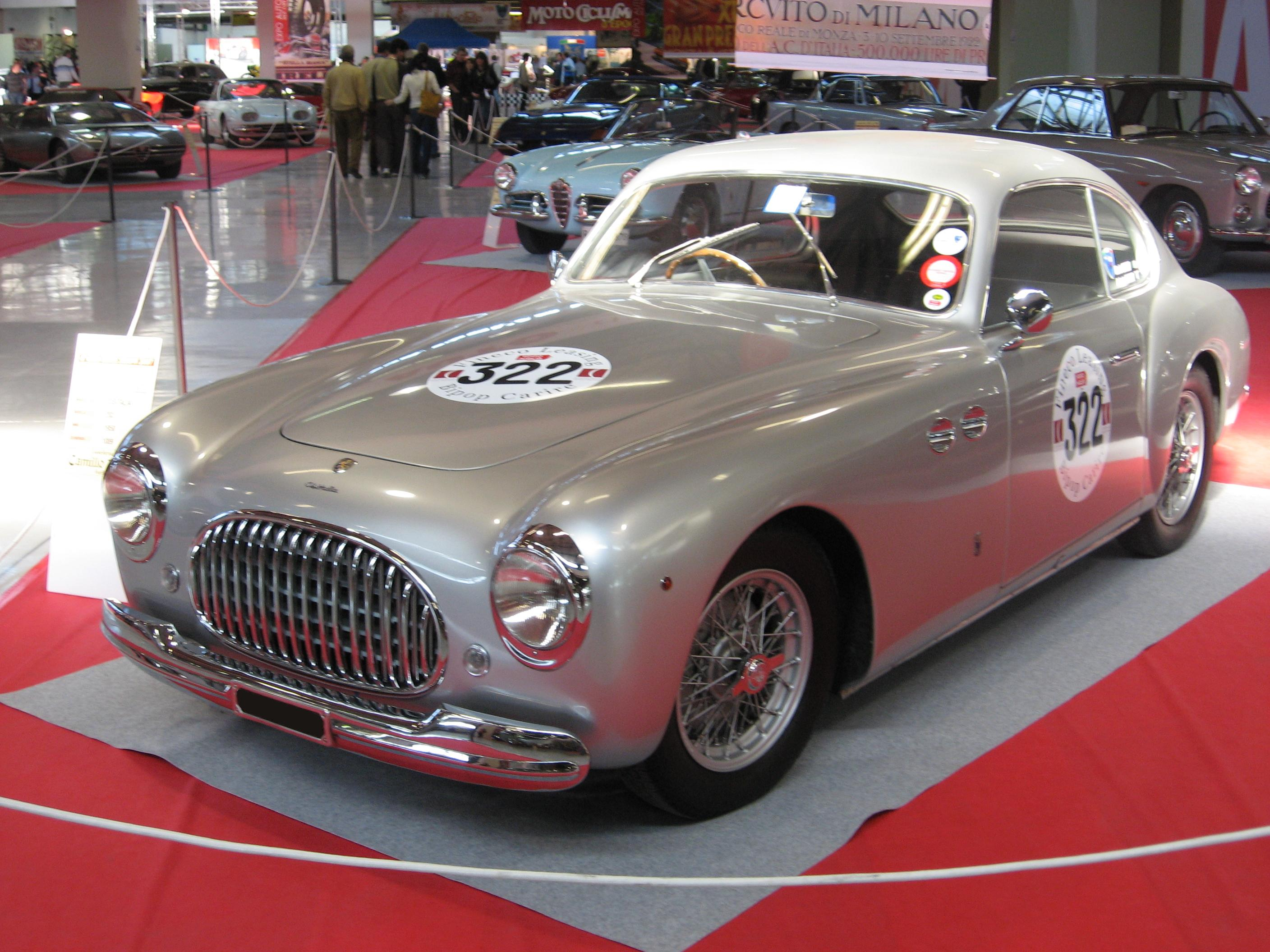
Cisitalia 202GT Farina

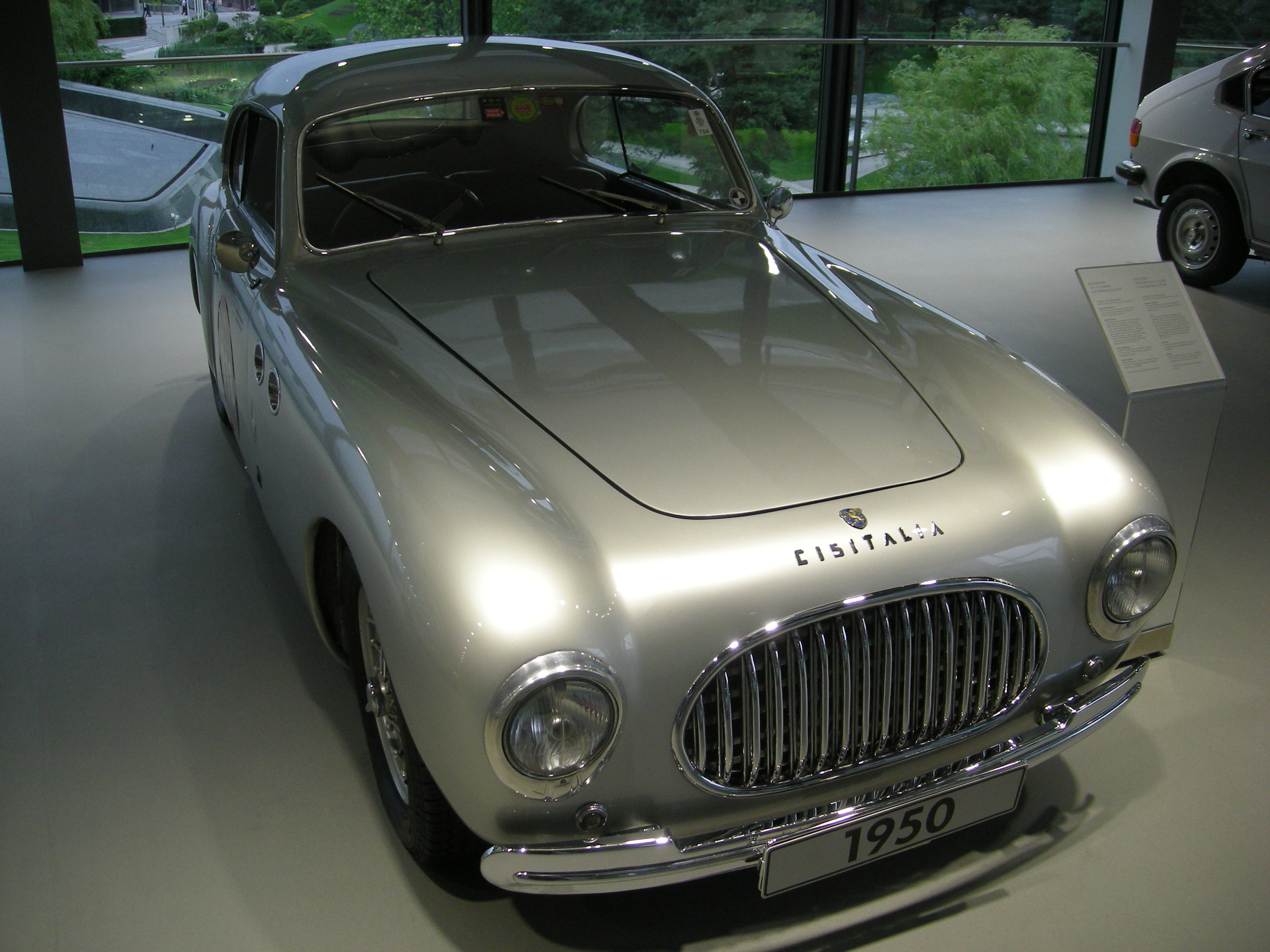
Cisitalia 202B Vignale

Однак найвідоміша робота Батісти Фаріни, його Cisitalia 202GT, була навіть виставлена в Музеї сучасного мистецтва в Нью-Йорку, як один з яскравих прикладів дизайну. Треба сказати, що «Чізіталії» були одними з перших європейських машин з понтонним кузовом.

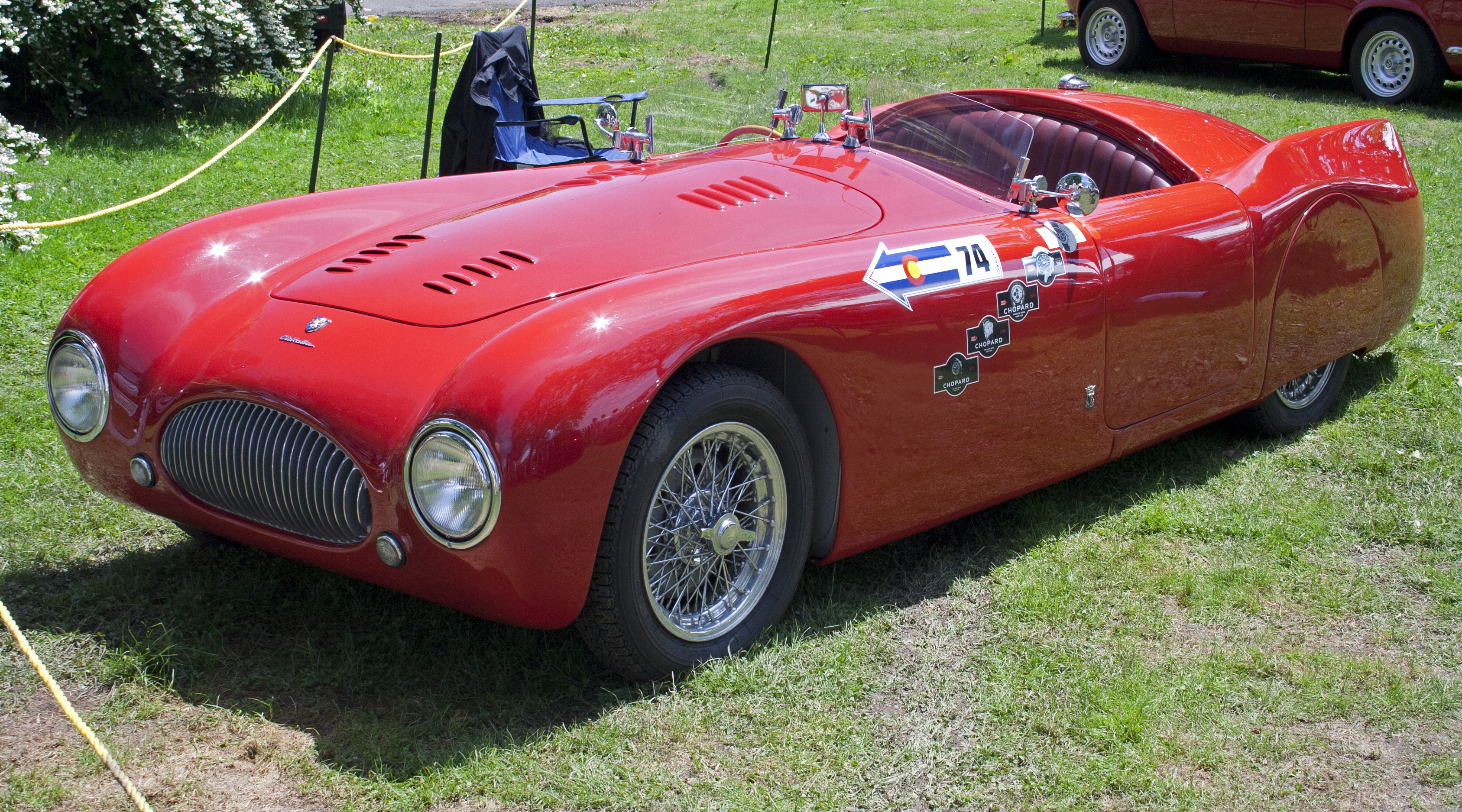
Cisitalia 202SMM Spyder Nuvolari

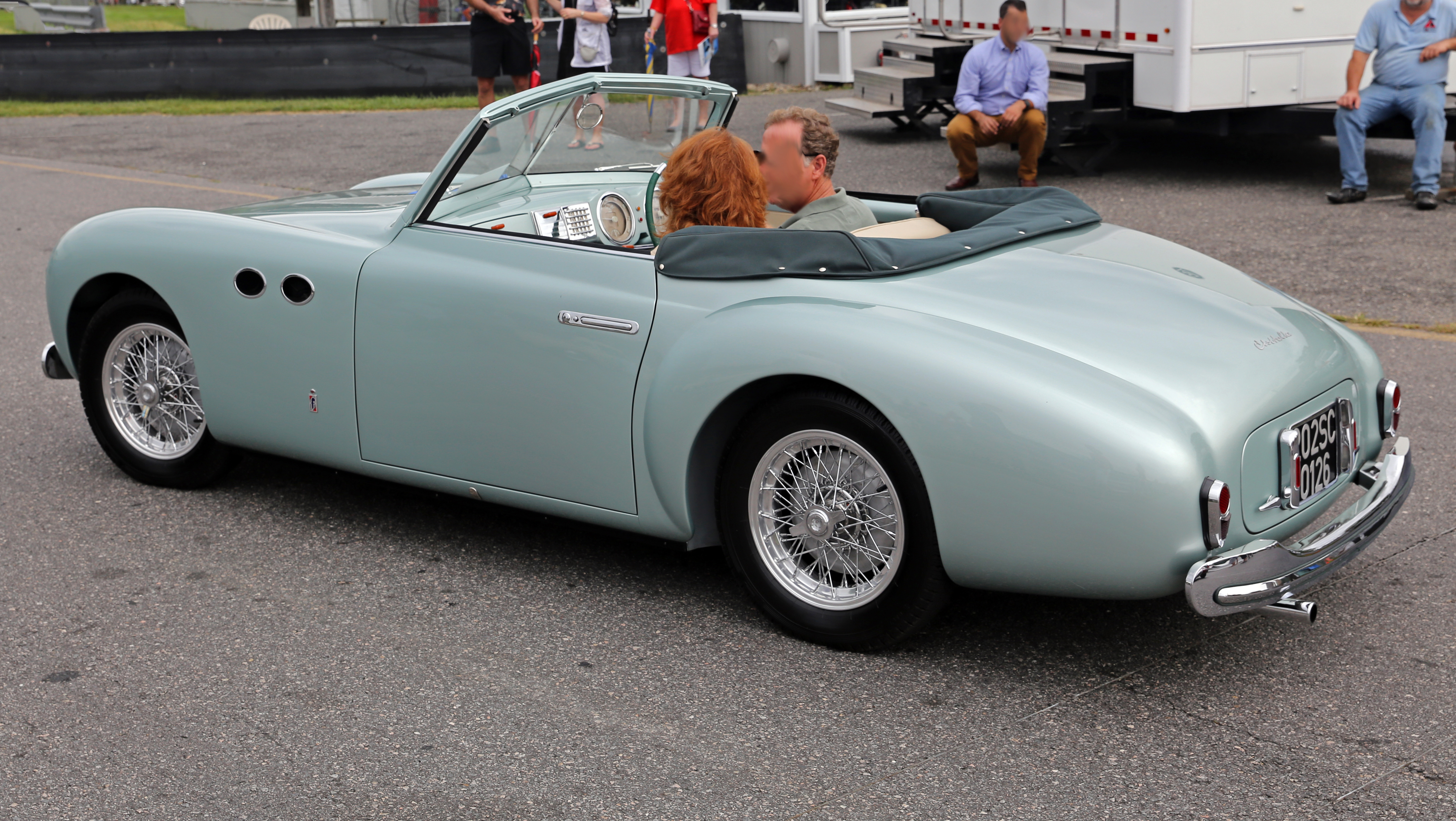
Cisitalia 202SC Spyder Castagna

Технічно машина була тією ж, 1,1-л мотор «Фіата» був доведений до 65 к. с., що дозволяло 750 кг машині розганятися до 165 км/год. Першою перемогою (якщо 2 місце можна так назвати), стала гонка в Mille Miglia, де малолітражна машина прийшла до фінішу через 16 хвилин після довоєнної гоночної «Альфа Ромео» з мотором 2.9 л. Нуволарі не зміг перемогти тільки через те, що під час дощу у машини виникли проблеми з електрикою, мабуть, залило водою.
Незабаром 202 стали серійно випускатися, кожна машина зі своїм рекомендованим кузовом, роботи не тільки Віньяле і Фаріна, а й Фруа і Кастанья. Автомобілі були дуже дорогими, так в США машина коштувала удвічі дорожче «Кадиллака», але тим не менш в США вдалося продати близько 2-х десятків автомобілів, у тому числі 2 машини купив Генрі Форд Молодший. Взагалі, до речі, немає жодної точної цифри випущених автомобілів: 150, 170, 220 і є навіть цифра в 485 випущених автомобілів.
Успіхи в гонках призвели до того, що Дузіо вирішив побудувати гіпер-кар, а хто може побудувати кращий гіпер-кар, якщо не Фердинанд Порше, творець довоєнних гоночних «Ауто Юніон». Але справа в тому, що Фердинанд Порше сидів у французькій в'язниці за пособництво нацистам, сидів у в'язниці і Феррі Порше, але його випустили на свободу ще в 1946 році.
Дузіо виплачує 1 000 000 франків за звільнення похилого Фердинанда Порше, його випускають на свободу 1 серпня 1947 року. За цей час Феррі Порше повинен був сконструювати автомобіль класу Формула 1 — повнопривідного 1.5 л V12 компресорного боліда. Крім іншого, до проєкту приєднується Рудольф Грушка, який був правою рукою Фердинанда Порше у створенні «ВВ Жука» і військової техніки, Шмідт, який відповідав за трансмісію і Карл Рабе, який відповідав за проєкт в цілому.

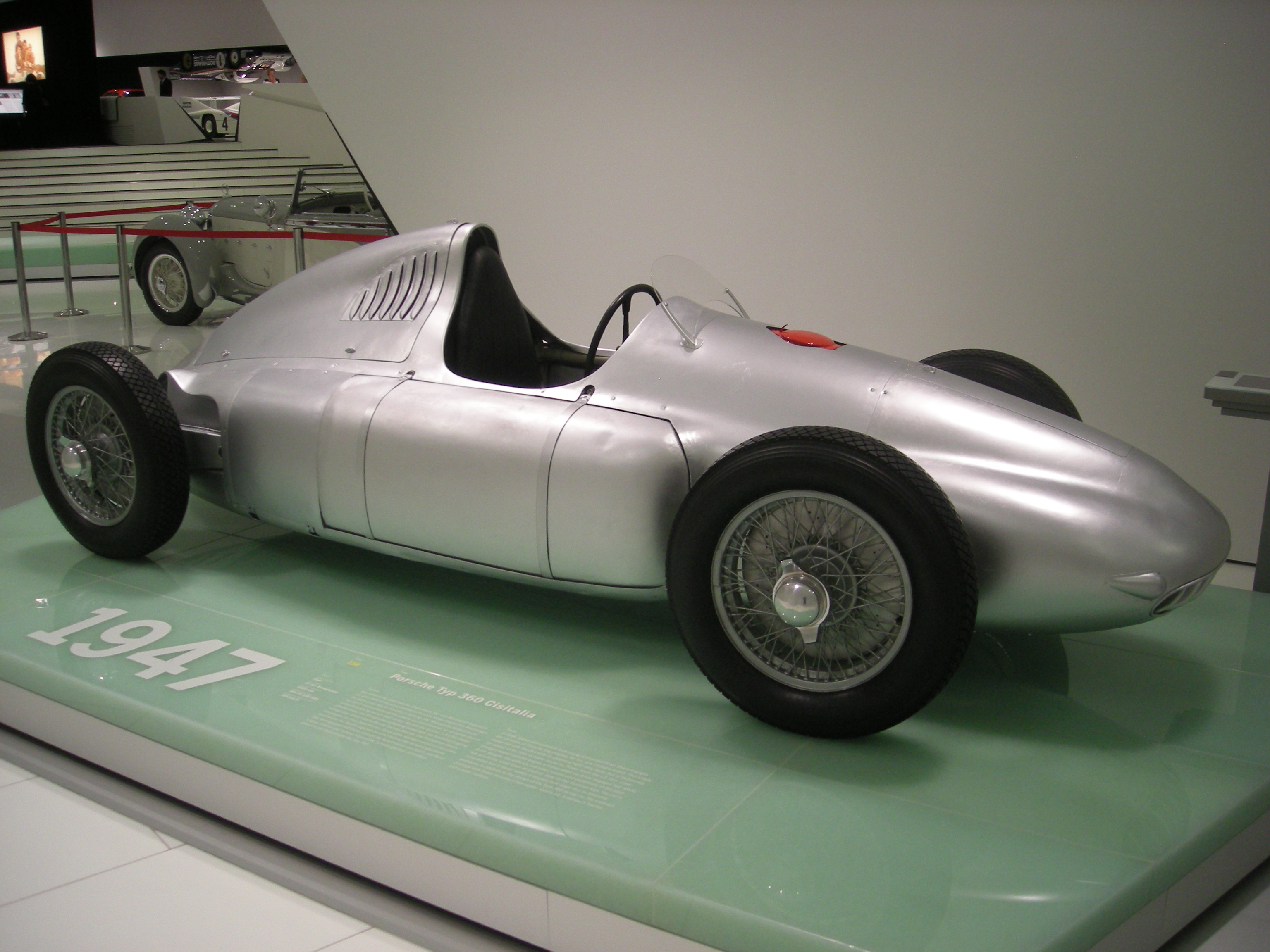
Cisitalia 360 Porsche

Коли Фердинанд Порше старший побачив готовий проєкт, то сказав, що йому додати нічого, машина ідеальна. Автомобіль мав передній привід коліс, що підключається, таким чином машина ставала повнопривідною, незалежну підвіску всіх коліс, 1,5 л 12-циліндровий мотор з компресорами розвивав за розрахунками 450 сил, правда, в реальності він розвивав всього 385 к. с.
Однак Дузіо переоцінив свої можливості, і витрати на створення супер-боліда призвели до банкрутства фірми. Наприкінці лютого 1949 року фірма була реорганізована в акціонерне товариство Società d'Esercizio Cisitalia, в якій керуючим став Карло Дузіо — син П'єро, П'єро сам же іммігрує до Аргентини, де за допомогою свого приятеля Альберто Діаз Ліми засновує нову фірму Autoar, яка починає випускати автомобілі, використовуючи вузли легкових Willys. Разом з тим він забирає проєкт 360 до Аргентини, де сподівається, що при фінансуванні з боку Хуана Перона вдасться довести машину до розуму.
Автомобіль був готовий, і Дузіо хоче поставити рекорд швидкості Південної Америки, проте під час заїзду відмовляє повний привід, і машина розвиває всього 233 км/год, однак і цієї швидкості вистачило для встановлення рекорду. Тим часом машину за допомогою Технологічного інституту Буенос-Айреса довели до розуму, але в 1952 році правила Формули 1 змінилися, так регламент заборонив використання компресорів. Тоді 360 використовували в заїздах, що проходили в Південній Америці, в одних із цих перегонів і запороли мотор автомобіля, можливо, через неякісні паливо і мастильні засоби. Один американець хотів встановити мотор від «Шевроле» і використовувати машину в драгу, але пощастило, Антон фон Дьйор, дилер фірми «Порше» в Аргентині, побачив машину і переслав її до Німеччини, де її відреставрували до заводської кондиції, і зараз машина знаходиться в музеї Porsche, проте існує ще один автомобіль. Він був побудований за оригінальними кресленнями і запчастинами, випадково знайденими в якомусь закинутому гаражі поблизу Турина, сьогодні ця машина виставлена в музеї британського Донінгтона.
Тим часом директор гоночної команди «Чізіталіа» — Карло Абарт йде з фірми і засновує свою фірму, яка відома сьогодні як Abarth.
Що стосовно серійних машин, то в 1950 році було побудовано декілька машин серії 203, які оснащувалися 1.2 і 1.4 л моторами від «Фіата».

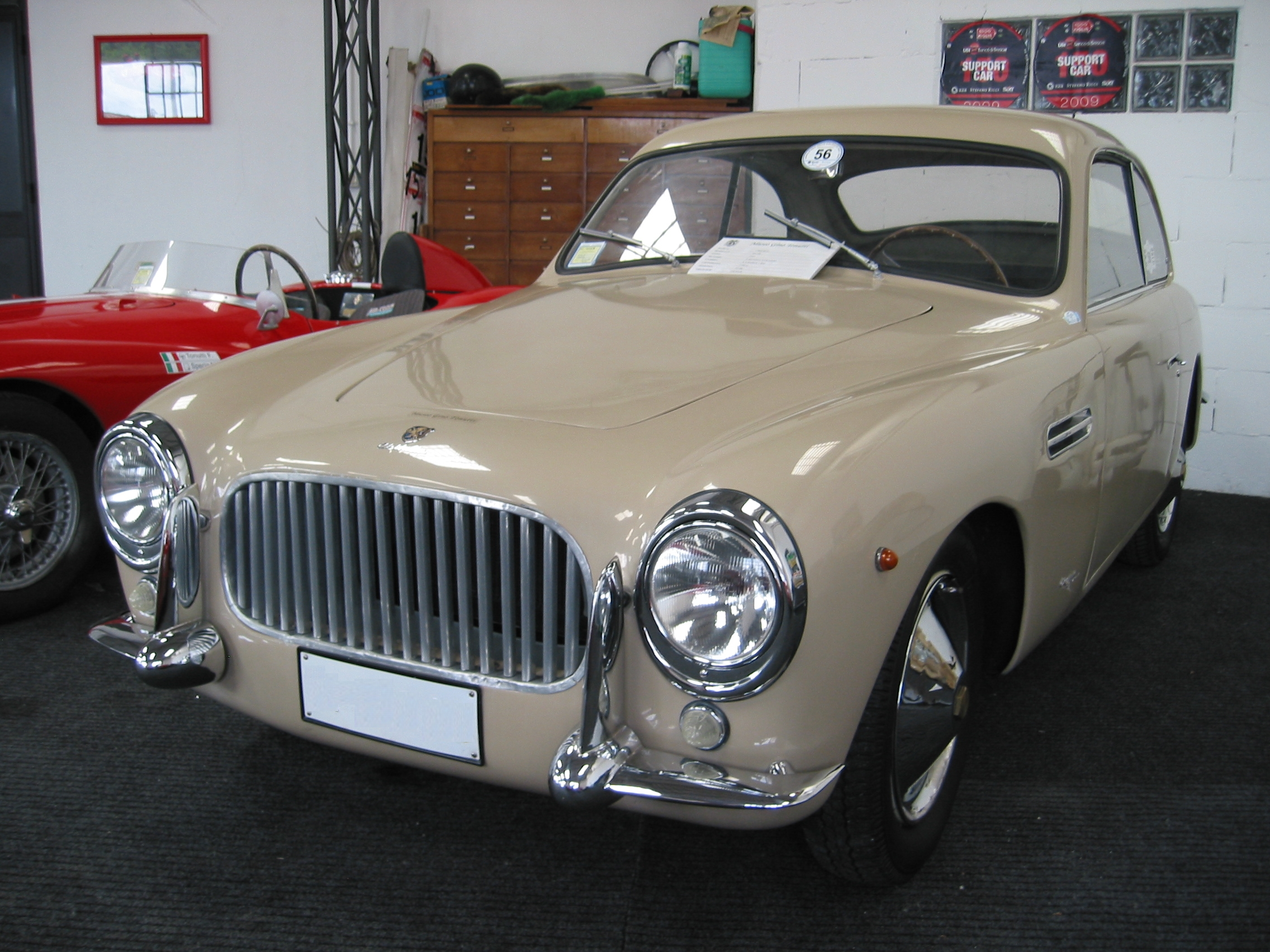
Cisitalia 303DF

У 1951 році з'являється модель 303DF, яка була побудована на базі 202-ї моделі, машина також мала 1.1 л мотор, але потужністю в 52 к. с.

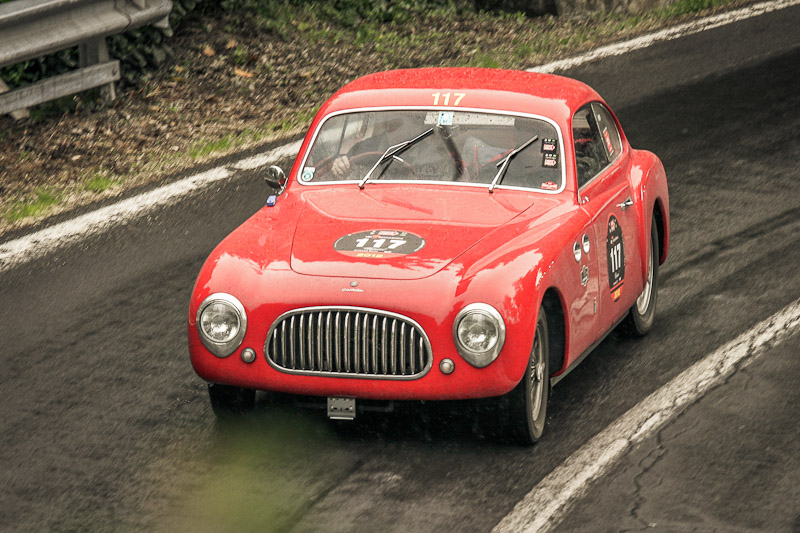
Cisitalia 202 на Мілле Мілья

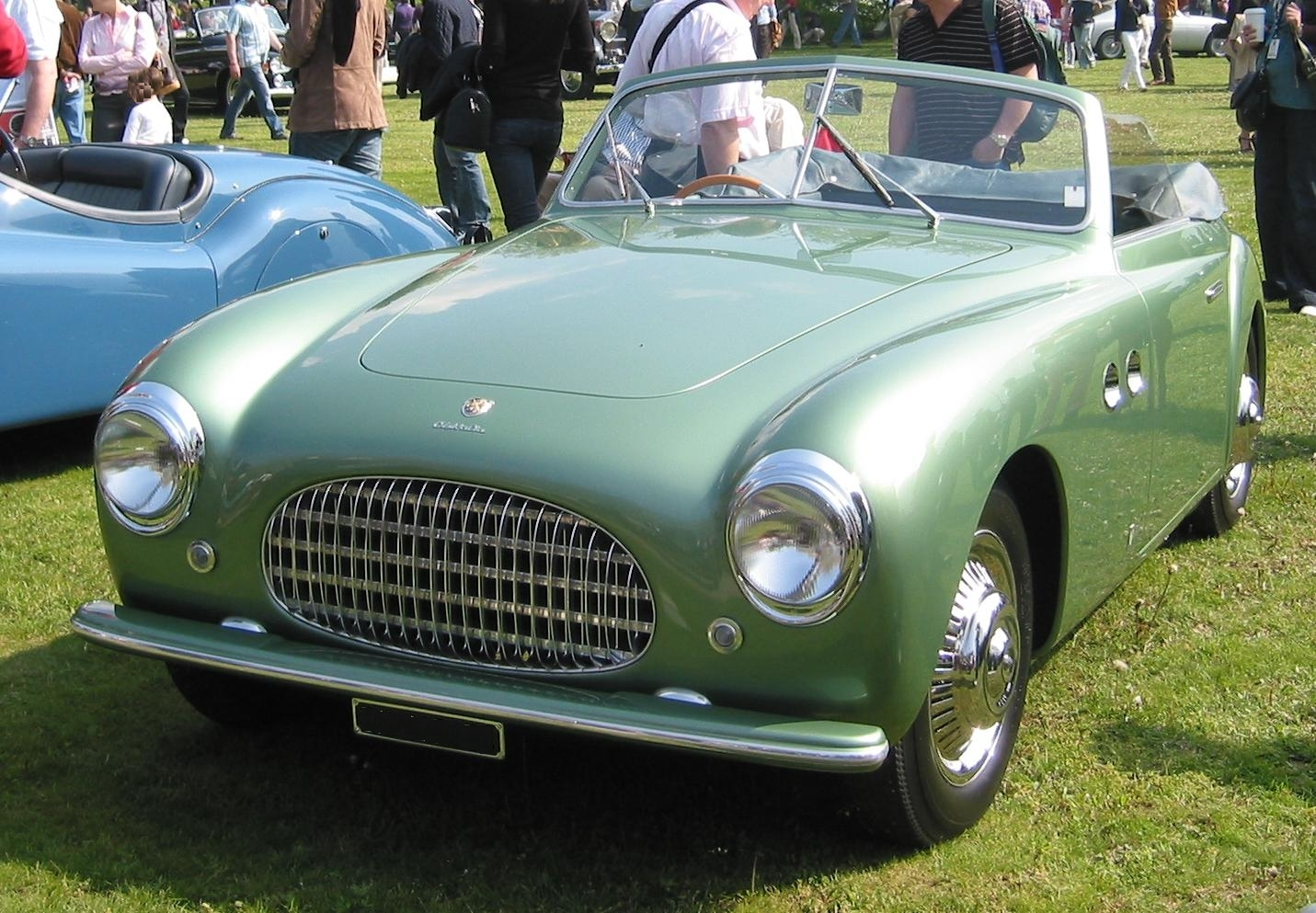
Cisitalia 202 Spyder Stabilimenti Farina

Через рік повертається на батьківщину П'єро Дузіо, і під його керівництвом будується 4-циліндровий 202D з морським мотором фірми BPM (Botta e Puricelli Marine), об'ємом 2.8 л і потужністю 160 сил, проте їх випустили всього 5 машин — 3 купе і 2 спайдера, всі трохи відрізнялися один від одного. Машина мала незалежну передню підвіску, а задня була запозичена у «Лянча Ауреліа». Ця машина могла розганятися до 232 км/год.
У 1953 році з'явилася 2-літрова версія «202Д» з 130 силами під капотом. У тому ж році Карло Дузіо за підтримки Генрі Форда II будує 2 прототипи серії Cisitalia 808XF, Форд хотів увійти на ринок спортивних автомобілів, а для П'єро це був шанс збільшити обсяг продажів, оскільки 202 вже давно не мали попит.

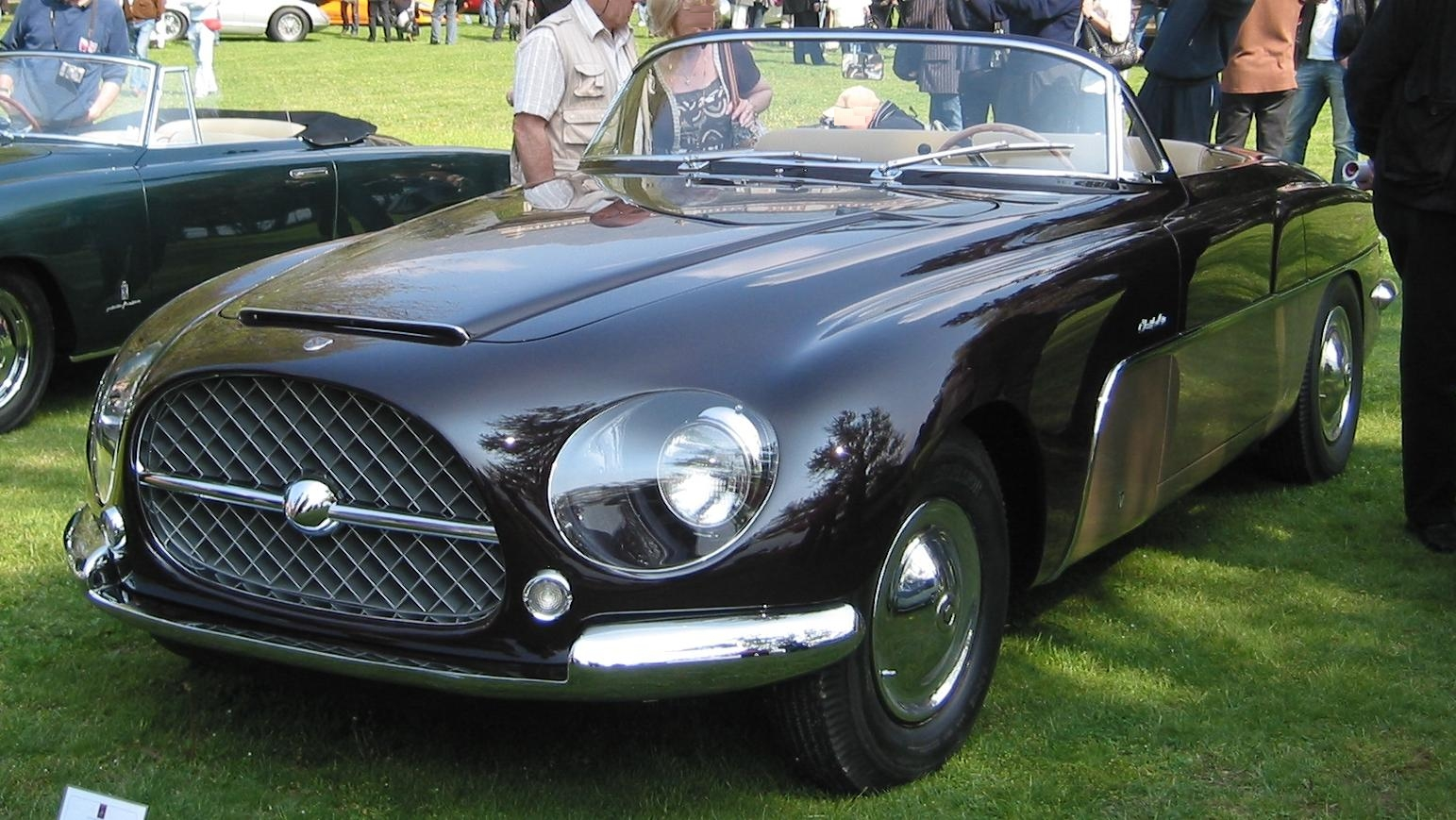
Cisitalia 808XF

808 модель була побудована на базі рами «Мерк'юрі», з мотором «Мерк'юрі», об'ємом 3.7 л і автоматичною коробкою передач, проте, не дивлячись на доведення автомобіля з боку фірми «Чізіталія», автомобіль був далекий від тих запальних спортивних автомобільчиків, які випускала фірма до цього. Коробка була автоматична, мотор — рядний 6-циліндровий, сидіння — суцільний диван. Фірмою «Віньяле» було поставлено 2 кузова: купе і седан. А вбив його проєкт, показаний в тому ж році, «Шевролет Корветт», який перевершував автомобіль за всіма параметрами. Курирував проєкт Ед Салліван, який був зведеним братом Генрі Форда Мол., йому і дістався кабріолет, на якому він їздив протягом багатьох років, поки не був залишений в одному з дилер-шипів «Форда». А сама фірма «Форд» переключилася на проєкт, який потім виріс в «Форд Тандебед».

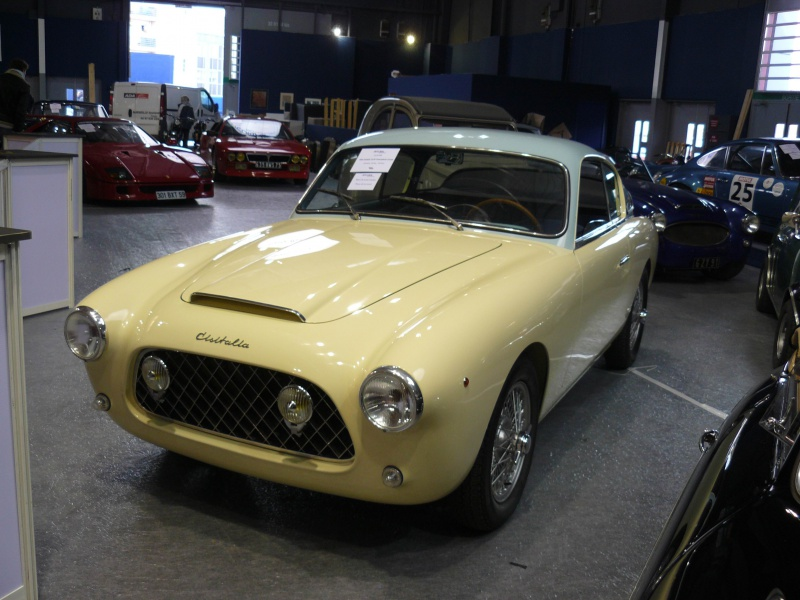
Cisitalia 34DF

У 1954 році з'явилася серія моделей 33DF, 34DF, 35DF і 36DF. Ці машини були побудовані на базі «Фіатів 1100» і «1900», моторчики були об'ємом 1.1 і 1.2 л. До речі, індекси DF означали Derivata Fiat — «Аналогічний „Фіату“».
У 1958 році припиняється виробництво автомобілів власної конструкції, а саме — моделей серії 202/203. З цього часу «Чізіталіа» намагається продавати під своєю маркою спортверсію автомобілів марки «Фіат», однак найсильнішу конкуренцію створює їй колишній співробітник, а з 1949 року господар власної фірми — «Абарт».

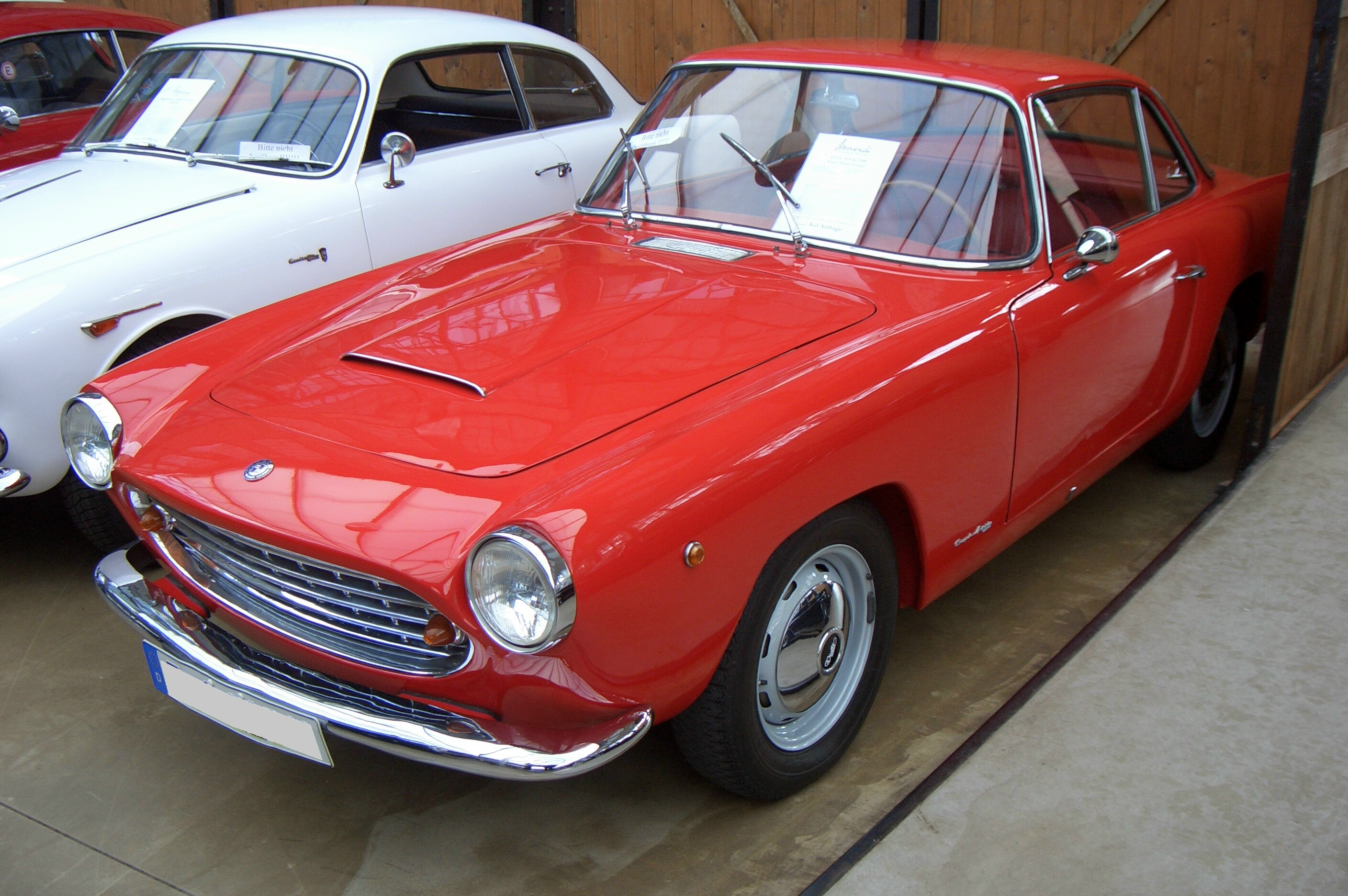
Cisitalia 85DF

У виробничій програмі були Fiat 1500 Fissore, які продавалися в Аргентині, як «Cisitalia 85DF».

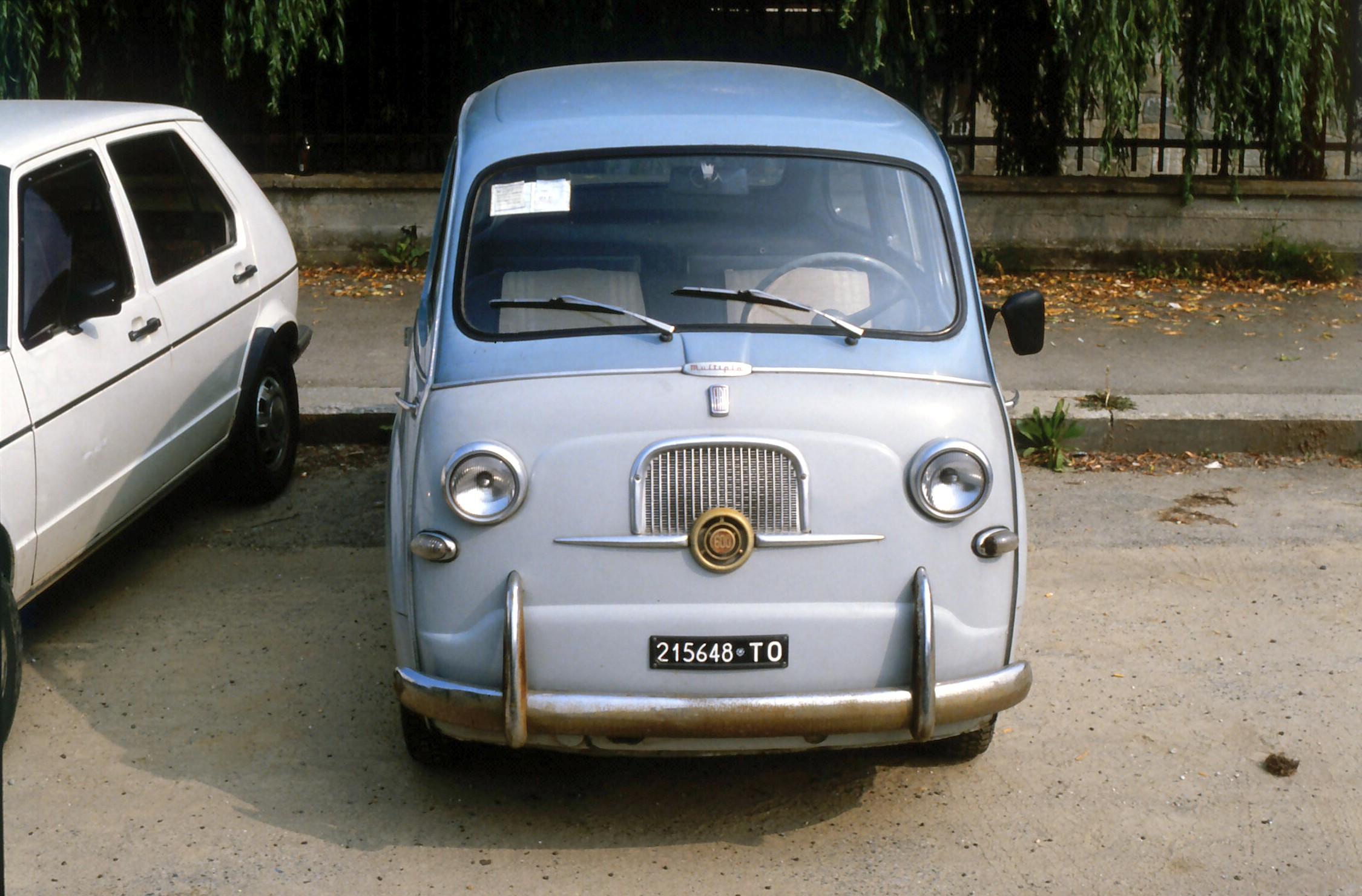
Cisitalia Bella Vista Furgone

Bella Vista Furgone, або Camioncino, це був Fiat Multipla з кузовами фірми Coriasco — фургон або мінівен, які П'єро продавав в Аргентину під своєю маркою. Машина оснащувалася мотором, об'ємом 633 кубика і потужністю 29 к. с., звичайно, ніяким спортом тут не пахло, але фірма дуже хотіла жити.

## Припинення виробництва автомобілів. Закриття компанії

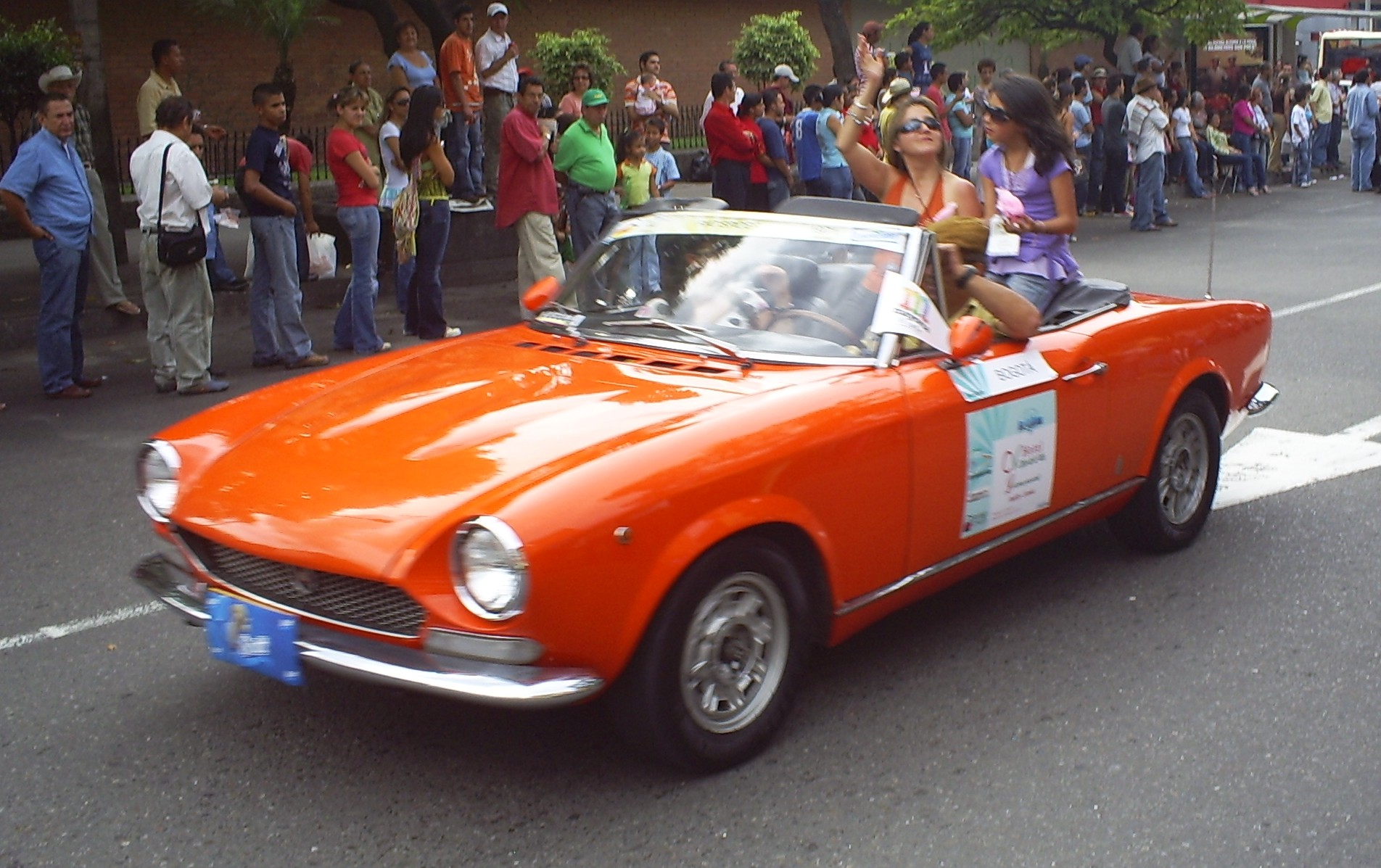
Cisitalia Speziale Turismo Spyder

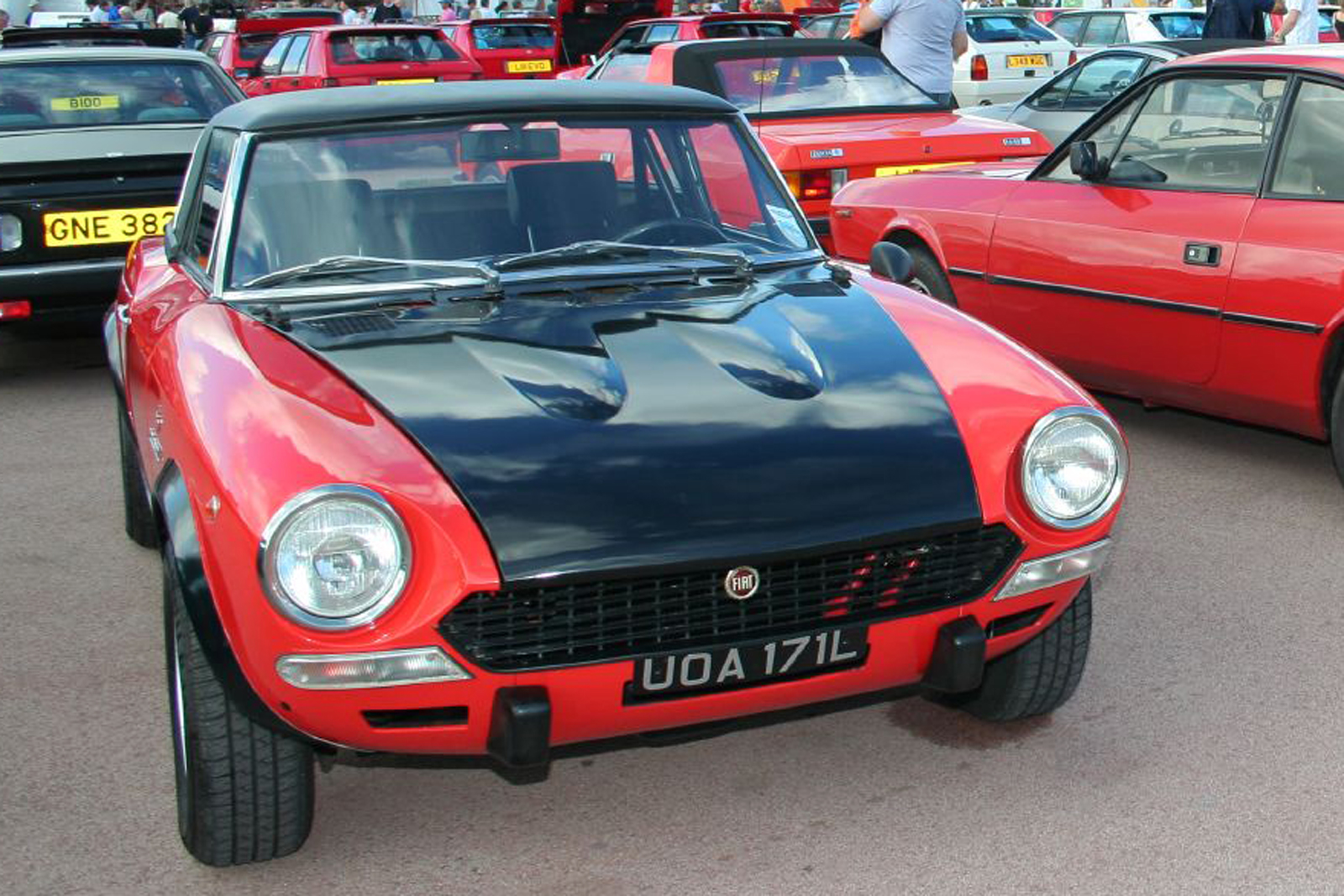
Cisitalia Speziale Turismo Сoupe

750/850 Speziale Turismo, які випускалися з 1961 року на базі «Фіат 600», автомобілі мали кузов купе або спайдер, зовні нагадували «Фіат 1600 Спайдер», а моторчики використовувалися фірми «Абарт», 750- або 850-кубові. Але оскільки попиту на них не було, то Дузіо в 1964 році закриває фірму.

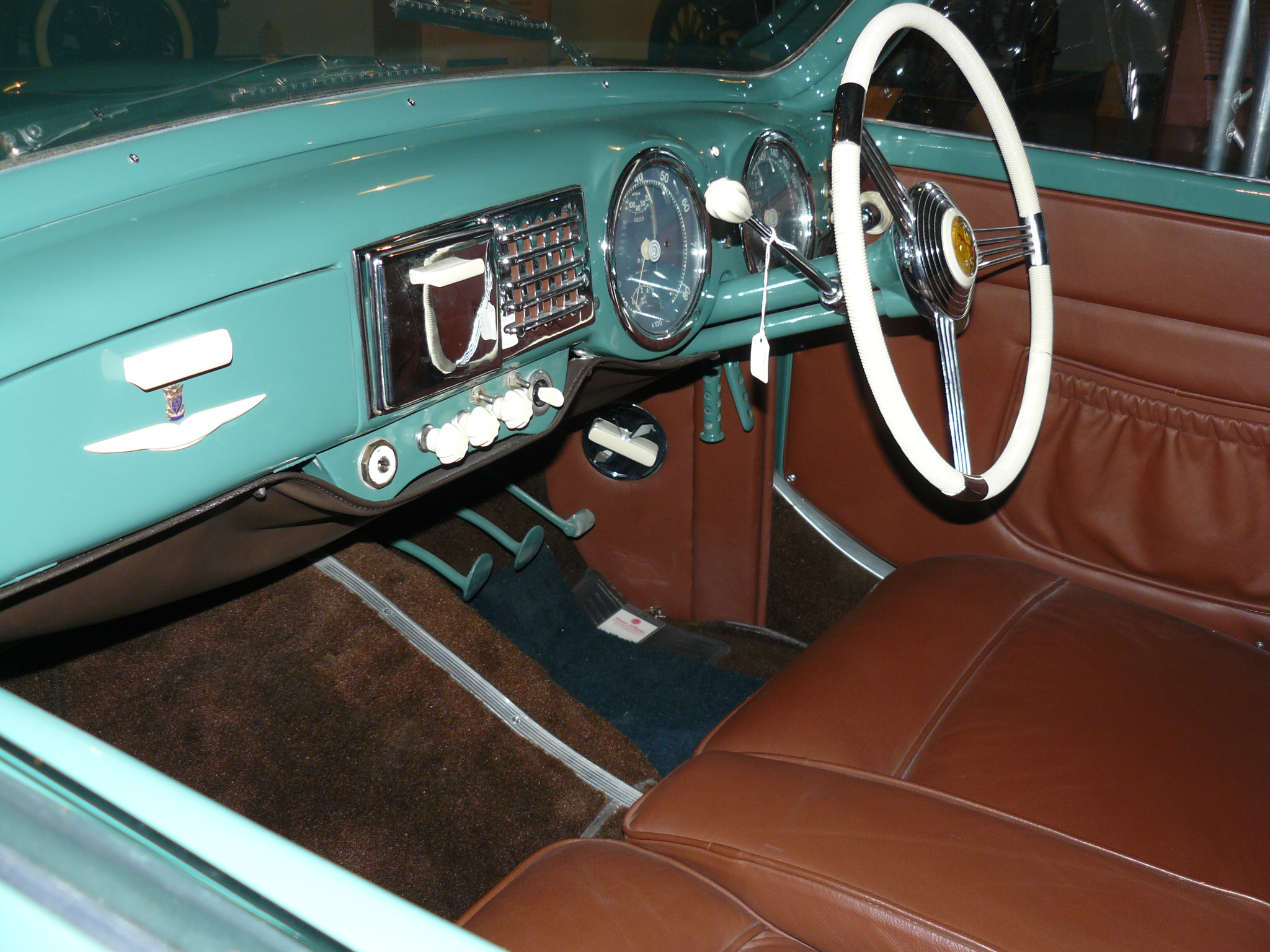
Салон Cisitalia

У 2012 році в Женеві показали плід фантазії студентів Istituto Europeo di Design, які виставили на шоу IED Cisitalia 202E, однак, звичайно, про відродження марки говорити не доводиться.

## Список автомобілів Cisitalia
- 1946 — Cisitalia D46
- 1947 — Cisitalia 202
- 1949 — Cisitalia 360 Porsche
- 1950 — Cisitalia 203
- 1951 — Cisitalia 303DF
- 1953 — Cisitalia 808XF
- 1954 — Cisitalia 33DF
  - Cisitalia 34DF
  - Cisitalia 35DF
  - Cisitalia 36DF
- 1958 — Cisitalia 85DF
- 1960 — Cisitalia Bella Vista
- 1961 — Cisitalia Speziale Turismo